# Stornoway (résidence)
Pour les articles homonymes, voir Stornoway.
Stornoway est le nom de la résidence officielle du chef de l'opposition à la Chambre des communes au Canada, fournie en reconnaissance de sa position et de son statut.  
Localisée au 541, avenue Acacia, dans le quartier Rockcliffe d'Ottawa, Stornoway est évaluée à plus de deux millions de dollars canadiens et coûterait soixante-dix mille dollars annuellement en fonds gouvernementaux pour son entretien. Géographiquement, elle est assez éloignée de la Colline du parlement à la différence de la résidence officielle du Premier ministre. Cependant, plusieurs résidences d'ambassadeurs sont situées dans le même secteur. 
Le chef de l'opposition était jusqu’au 28 avril 2025 Pierre Poilievre, chef du Parti conservateur du Canada. Il a été battu dans sa circonscription de Carleton par Bruce Fanjoy du Parti libéral du Canada. Aucun remplaçant n’a encore été choisi.

## Histoire
La résidence est construite par l'architecte Alan Keefer en 1914 pour un épicier d'Ottawa, Asconio J. Major. Elle est baptisée « Stornoway » par ses seconds occupants, les Perley Robertsons, d'après le nom de leur lieu de résidence ancestral situé dans les Hébrides extérieures, en Écosse.
Lors de la Seconde Guerre mondiale, elle sert de résidence temporaire à la future reine Juliana des Pays-Bas et à sa famille, parmi laquelle se trouvait sa fille Beatrix, reine des Pays-Bas après sa mère.
Stornoway sert de résidence officielle au chef de l'opposition depuis 1950 lorsqu'un groupe de citoyens engagés politiquement acquirent la maison pour la céder par la suite au gouvernement. En 1993 survint une controverse lorsque Lucien Bouchard, le chef du Bloc québécois et chef de l'opposition, refusa d'emménager dans la résidence, par principe, en guise de protestation contre le gouvernement fédéral, choisissant plutôt de s'installer près de Gatineau, au Québec. À la suite de l'élection générale de 1997, le nouveau chef de l'opposition, Preston Manning, refusa d'y habiter mais pour une raison autre. En effet, celui-ci trouvait la résidence trop extravagante et la voyait comme une dépense inutile pour les contribuables. Il se permit même de blaguer en disant qu'on devrait utiliser cette résidence comme salle de bingo avec laquelle on pourrait rembourser une partie de la dette nationale. Il demanda par la suite qu'on lui octroie une résidence plus « modeste » mais emménagea tout de même à Stornoway, quelque temps après, malgré ses principes.
Stornoway a été reconnue édifice fédéral du patrimoine le 11 juillet 1986.